# گردهمایی بدشت
واقعهٔ بَدَشت گردهمایی بین پیروان سید علی‌محمد باب در اواخر رجب و اوایل شعبان سال ۱۲۶۴ ه‍.ق (تیر ۱۲۲۷ خورشیدی و اواخر ژوئن، اوایل ژوئیهٔ ۱۸۴۸ میلادی) بود که با اشاره سید علی‌محمد باب در روستای بدشت در هفت کیلومتری شرق شاهرود برگزار شد. این کنفرانس نقطهٔ عطفی در تاریخ تشکیل جنبش بابیه بود. طاهره تا قبل از گردهمایی بدشت بیشتر با نام قرةالعین شناخته می‌شد. بهاءالله در این گردهمایی به او لقب طاهره به معنی پاک و پاک‌دامن، می‌دهد و بعد از این گردهمایی او با این لقب هم شناخته می‌شود.
در نوشته‌های اولیه باب، بر ضرورت پیروی پیروان او از دستورهای دین اسلام -حتّی در مستحبات و نوافل- تأکید شده بود و شواهدی وجود دارد که بابی‌ها، به همان اندازه که بعدتر مشهور به ردّ دین اسلام شدند، در این دوره معروف به پایبندی کامل به سنّت‌های اسلامی بودند. با این حال عناصری در ادعای باب - به عنوان مدعی مأمور رسمی خدا- وجود داشت که این موضع محافظه‌کارانهٔ باب را تهدید می‌کرد. به نظر می‌رسد طاهره پیش از حتّی خود باب به مفهوم قدرت بالادستی باب در امور مذهبی دست یافته بود و آن را با ایده‌هایی که از شیخیه نشأت گرفته بودند پیوند داد. قرةالعین، شاید نیروی محرکهٔ رویدادهای بدشت در سال ۱۸۴۸ میلادی بود.
به گفته ریچارد فولتس، این طاهره قرةالعین بود که در تهران به فکر تشکیل جلسه‌ای با حضور همهٔ بابی‌های سرشناس افتاد. برجستگان بابی دعوت او را پذیرفتند و در ربیع‌الثانی سال ۱۲۶۴ هجری قمری و هم‌زمان با محاکمهٔ سید علی‌محمد باب در آذربایجان، این اجتماع در روستای بَدَشت از توابع شاهرود که روستایی در تقاطع راه تهران-مشهد و راه مازندران-هزارجریب-شاهرود بود تشکیل شد.
دربارهٔ وقایعی که در بدشت رخ داد، منابع مختلف نظرات گوناگونی ابراز کرده‌اند. بر روی بسیاری از جزئیات رویدادها اختلاف نظر وجود دارد. نگار متحده مدت کنفرانس را سه هفته ذکر کرده‌است. ولی هدی محمودی مدت کنفرانس را ده روز می‌داند.
دربارهٔ اهداف تجمع بابیان در بدشت، افسانه نجم‌آبادی می‌نویسد به دنبال شدت گرفتن سرکوب بابیان، رهبران بابی در بدشت جمع شدند تا در مورد سمت و سوی آیندهٔ آئین جدید تصمیم بگیرند. از دیدگاه ئوآن کول، هدف از گردهمایی بدشت آزادسازی سید علی‌محمد باب بود که در آن زمان در قلعهٔ ماکو در زندان بود. ماریون وودمن هدف کنفرانس را اعلام جدایی و استقلال کامل آئین باب از اسلام دانسته‌است. به گفتهٔ منگول بیات این‌که سران بابی در بدشت به دنبال یک قیام مسلحانه بودند مطلقاً غیرقابل تردید است.
در بدشت اختلاف از یک سو بین طاهره که خواستار جدایی کامل آئین باب از اسلام و اقدام نظامی برای دفاع از جامعهٔ بابی بود و محمدعلی بارفروشی از سوی دیگر که محافظه‌کارتر بود و در ابتدا خواستار آن بود که این آئین در قالب جنبشی با هدف نوزایی اسلام باقی بماند شدت گرفت.
طاهره در اجتماع بدشت سخنرانی نمود و با حاضر شدن بدون نقاب روبنده حاضران را شوکه کرد. او همچنین جدایی دین بابی از دین اسلام و نسخ احکام و سنن قدیم را اعلام نمود. این اتفاق باعث افزایش نگرانی‌های دولتیان و علما در آن زمان شد.
حضور طاهره بدون روبنده در جمع مردان، موجب اختلاف میان بابیان شد. ادوارد براون گزارش می‌کند که گروهی از بابیان به آنچه می‌دیدند باور نداشتند و گمان می‌کردند که حجاب قرةالعین فقط کمی «لغزیده» است. گروهی از بابیان به تردید افتاده و به رهبری محمدعلی بارفروشی با وی مخالفت کردند. سرانجام طاهره موفق شد در یک مباحثه محمدعلی بارفروشی را متقاعد کند که احکام شریعت اسلام ملغی شده‌است. بهائیان مباحثات بین محمدعلی بارفروشی و طاهره را هماهنگ شده و قهر آنان را ظاهری می‌دانند
طاهره به همین مناسبت شعری نیز سرود و ملغی شدن احکام اسلامی را چنین تشریح کرد:
| ای عاشقان ای عاشقان شد آشکارا وجه حق |  | رفع حجب گردید هان از قدرت رب‌الخلق         |
| آمد زمان راستی کژی شد اندر کاستی     |  | آن شد که آن می‌خواستی از عدل و قانون و نسق |

## نتایج واقعهٔ بدشت
اعلام نسخ اسلام توسط طاهره و میرزا محمدعلی بارفروشی به ابهام بزرگی پیرامون وضعیت روابط حقوقی در میان معتقدانشان انجامید. بدین ترتیب که با نسخ اسلام که پایهٔ قوانین حقوقی ایران بوده، روابط مردم (خصوصاً در عرصهٔ حقوق خصوصی) بر چه اساسی تنظیم می‌گردید.
به دنبال این موضع‌گیری و توافق میان رهبران، برخی شرکت‌کنندگان دست به اقدامات افراطی زدند و گروهی نیز از آئین بابی دست کشیدند. بهائیان از واقعهٔ بدشت به کشف حجاب، رفع حجاب و «قیام طاهره» تعبیر می‌کنند و اگرچه آن را «غیر متعارف» می‌دانند، ولی آن را دارای پیام «مبارزه علیه تحقیر و تبعیض جنسی و همچنین سنن و قیود موجود آن زمان علیه زنان و تأکید بر بهبود وضع زنان و تحقق برابری حقوق زنان و مردان» می‌دانند. این در حالی است که بابیان گفته‌اند طاهره هرگز کشف حجاب کامل نکرده‌است. نصرت‌الله محمدحسینی به‌نقل از ادوارد براون و یحیی ازل گفته‌است که «طاهره هرگز کشف حجاب کامل نکرده و گاه که هنگام ادای سخن حجابش را به کنار می‌زده پس از لحظاتی مجدداً صورت خود را می‌پوشیده‌است». بیت‌العدل بهائیان در پیام ۲۰ ژوئن ۲۰۰۸ می‌نویسد: «طاهره، آن شیرزن بی‌مثیل تاریخ ایران، در سال ۱۲۲۷ شمسی، زمانی که فعّالیّت‌های مربوط به بهبود اوضاع اجتماعی زنان در بعضی از نقاط عالم تازه در حال نضج گرفتن بود، شجاعانه به دفاع از آزادی زنان قیام نمود.»

## اتهامات فساد اخلاقی
به گفتهٔ ساموئل ویلسون به دنبال واقعهٔ بدشت و اعلام نسخ احکام اسلامی، شایعاتی در بین مسلمانان و گروهی از بابیان پخش شد. منگول بیات می‌نویسد گرچه برخی نویسندگان منابع اولیه به وجود شیطنت‌هایی از جانب بعضی پیروان بی‌مسئولیت این آئین اشاره کرده‌اند، اتهامات غیراخلاقی نسبت به بابیان به شکل بیش از اندازه‌ای مبالغه‌آمیز هستند. به گفتهٔ پیتر اسمیت، به دنبال این واقعه عده‌ای یا به دلیل تبلیغ آئین جدید یا به دلیل ارضای علایق شخصی خود آشکارا به نقض قوانین اسلامی پرداختند. علاوه بر روحانیون مسلمان که به علت کشف حجاب طاهره و اعلان نسخ و انقضای قوانین اسلامی و جایگزینی آن با قوانین آئین باب به طاهره اتهامات بی‌اخلاقی می‌بستند، یک میسیونر مسیحی نیز چنین اتهاماتی به طاهره می‌زند. باب در پاسخ به این اتهامات از طاهره دفاع می‌کند و لقب جدید او را تأیید کرده و بر پاکدامنی او صحه می‌گذارد. طاهره به معنی پاک و پاک‌دامن است و این لقب را بهاءالله در گردهمایی بدشت به او داده بود.

## درگیری در روستای نیالا
پس از پایان گردهمایی بدشت و به‌دنبال اظهارات طاهره و محمدعلی بارفروشی در مورد کنار گذاشتن اسلام، کاروان بابیان شرکت‌کننده در بدشت مورد حملهٔ اهالی روستای نیالا از توابع هزارجریب قرار گرفت. پس از حمله هرکدام از بابیان به سمتی پراکنده شدند. طاهره به همراه برادران نوری (صبح ازل و بهاءالله) از طریق آمل به سمت نور، زادگاه این دو برادر رهسپار شدند.
برخی منابع، ضدیت با عقاید بابی نزد برخی از روستاییان میانهٔ راه را دلیل حملهٔ روستاییان به کاروان می‌دانند.
در سال‌های بعد بابی‌ها با مأموران حکومتی درگیر شدند و جنگ قلعه طبرسی و جنگ در دیگر شهرها همچون زنجان و … پیش آمد.

## همزمانی با کنوانسیون سِنِکا فالز
تقریباً همزمان با گردهمایی بدشت در ایران، در ایالات متحده آمریکا گردهمایی با نام کنوانسیون سنکا فالز (Seneca Falls Convention) برگزار می‌شود که شباهت‌هایی به گردهمایی بدشت دارد. گردهمایی بدشت از اواخر ژوئن سال ۱۸۴۸ میلادی تا اواسط ژوئیهٔ همان سال برگزار می‌شود و تاریخ گردهمایی سِنِکا فالز حدوداً اواسط ژوئیهٔ سال ۱۸۴۸ میلادی است. اجلاس سِنِکا فالز با محوریت الیزابت کدی استانتون که از نخستین فعالان حقوق زنان در آمریکاست، برای بررسی وضعیت اجتماعی، مدنی، دینی و حقوقی زنان در سنکا فالز نیویورک تشکیل شد که همانند گردهمایی بدشت مخالفت‌های زیادی برانگیخت. در گردهمایی سِنِکا فالز بعضی از مردان مانند فردریک داگلاس از نتایج گردهمایی مانند حق رأی زنان دفاع کردند.